# プシャ・T
プシャ・T (Pusha T、本名: テレンス・ソントン、1977年5月13日 - )とは、アメリカ合衆国バージニア州バージニアビーチ出身のラッパーである。兄弟ラップデュオのザ・クリプスのメンバーであり、ソロラッパーとしても活動している。2010年にカニエ・ウェストの主催するレーベル"GOOD Music"と契約を結び、2011年には公式音源となるEP『Fear of God II: Let Us Pray』をリリースし、全米アルバムチャートにて初登場66位を記録した。2013年には、デビューアルバム『My Name Is My Name』のリリースし、2016年にはアメリカのヒップホップフェスSummer Jamの初の国外開催の東京にて初来日、初公演をした。

## ディスコグラフィ

### アルバム
| 2013                                      | My Name Is My Name                           | - 発売日: 2013年10月8日 - レーベル: GOOD Music, Def Jam - フォーマット: CD, digital download - 全米売上: 18.2万枚              | 4  | 120 | 7  | 36 | 197 | 56 |  |
| 2015                                      | King Push – Darkest Before Dawn: The Prelude | - 発売日: 2015年12月18日 - レーベル: GOOD Music, Def Jam - フォーマット: CD, digital download                                  | 20 | —   | 61 | —  | —   | —  |  |
| 2018                                      | Daytona                                      | - 発売日: 2018年5月25日 - レーベル: GOOD Music, Def Jam - フォーマット: CD, LP, cassette, digital download - 全米売上: 3.9万枚 | 3  | 22  | 5  | 18 | —   | 13 |  |
| 2022                                      | Daytona                                      | - リリース日: 2022年4月22日 - レーベル: GOOD Music、Def Jam - フォーマット: CD、LP、ストリーミング、デジタルダウンロード       | 1  | 23  | 1  | 16 | 86  | 7  |  |
| "—"は未発売またはチャート圏外を意味する。 |                                              | |    |     |    |    |     |    |  |

### EP
- Fear of God II: Let Us Pray (2008)